# Hail Caesar
«Hail Caesar» es una canción y sencillo del grupo de hard rock australiano AC/DC, lanzada en 1996 a través de Elektra Records. 
Esta canción se encuentra en el álbum de estudio Ballbreaker 1995 y el segundo sencillo del mismo, y el título de la misma es una referencia al general romano Julio César. 

## Versión de radio de Hail Caesar
La versión de promoción del sencillo Hail Caesar incluye una versión para radio de la canción (que es también la pista de audio utilizada en el video musical). El álbum Ballbreaker y el sencillo son los únicos que incluyen la versión completa de la canción.

## Video musical
El video musical de la canción muestra a la banda tocando en una gran estructura piramidal con columnas en llamas, una gran ave de metal a sus espaldas y una multitud de estilo romano marchando al ritmo de la canción.
A lo largo del video, varias películas y clips se muestran con Angus Young superpuesto en ellas, apareciendo en una escena de la película King Kong, en otra perseguido por una lagartija gigante, en una batalla romana, en una planeación estratégica del ejército romano, en un discurso de Boris Yeltsin y Clinton sosteniendo una botella de vodka, entre otras. El video musical fue incluido en el DVD recopilatorio Family Jewels, disco 3 en 2007.

## Personal
- Brian Johnson – vocalista
- Angus Young – guitarra solista
- Malcolm Young – guitarra rítmica, coros
- Cliff Williams – bajo, coros
- Phil Rudd – batería

## Posicionamiento en listas
| Listas (1996)                  | Mejor posición |
| ------------------------------ | -------------- |
| Australia (ARIA)               | 92             |
| Reino Unido (UK Singles Chart) | 56             |